# Сторінки життя (фільм, 1974)
Про однойменний радянський художній фільм див. Сторінки життя (фільм, 1948)
«Сторінки життя» (азерб. «Ömrün səhifələri») — радянський кіноальманах 1974 року, знятий на кіностудії «Азербайджанфільм».

## Сюжет
Фільм-кіноальманах містить три кіноновели.

#### Конкуренти
Новела розповідає про двох виробників пива і їх конкуренцію.

#### Перше кохання дитинства
Новела розповідає про хлопчика, який вперше закохався. Але на жаль цієї любові завадив учитель співу Балададаш

#### Казка про казку
Новела розповідає про особисте життя молодого робітника і його сина Фахраддіна, учня 1-го класу. Молодий батько обожнює свого сина і думає про його майбутнє.

## У ролях

### Сторінки життя
- Шамсі Бадалбейлі — телефоніст (дублював російською Самандар Рзаєв)
- Фазіль Салаєв — Фазіль (дублював російською Владислав Баландін)
- Ельденіз Зейналов — Ельденіз (Артем Карапетян)
- Сона Асланова — дружина телефоніста
- Шаміль Сулейманов — Балададаш (дублював азербайджанською Раміз Азізбейлі, дублював російською Олексій Золотницький)
- Фахрі Гасанов — Фахраддін
- Мухтар Манієв — Мухтар
- Гаджибаба Багіров — художник весільного вбрання
- Ніджат Бекірзаде — Гусейн
- Садакят Дадашева — епізод
- Дінара Юсіфова — наречена Балададаша
- Г. Расулова — епізод
- П. Рзазаде — епізод
- Інтігам Гасммзаде — епізод

### Конкуренти
- Фазіль Салаєв — Фазіль (дублював російською Владислав Баландін)
- Ельденіз Зейналов — Ельденіз (Артем Карапетян)
- Мухтар Манієв — Мухтар
- Новруз Ахундов — п'є пиво (дублював азербайджанською Талят Рахманов)
- Алескер Мамедоглу — Алескер
- Юсіф Юлдуз — резидент
- Надір Аскеров — п'є пиво
- Каміль Магаррамов — п'є пиво
- Бахадур Алієв — клієнт

### Перше кохання дитиства
- Шаміль Сулейманов — Балададаш (дублював азербайджанською Раміз Азізбейлі, дублював російською Олексій Золотницький)
- Рухангіз Мусаві — Севіндж (дублювала азербайджанською Хураман Гаджиєва, дублювала російською Маргарита Корабельникова)
- Мірварі Новрузова — мати Севінджа
- Юсіф Мухтаров — тесть Севінджа (дублював азербайджанською Аліаббас Кадиров)

### Казка про казку
- Аліаббас Кадиров — батько (дублював російською Рудольф Панков)
- Фахрі Гасанов — Фахраддін, син (дублювала російською Маргарита Корабельникова)
- Ельхан Агахусейноглу — продавець

## Знімальна група

### Сторінки життя
- Автор сценарію, режисер-постановник, директор фільму: Гасан Сеїдбейлі
- Оператор-постановник: Аріф Наріманбеков
- Художник-постановник: Мамед Гусейнов
- Композитор: Фікрет Аміров
- Звукооператор: Алекпер Гасанзаде
- Директор сюжету: Юсіф Юсіфзаде

### Конкуренти
- Автори сценарію: Раміз Фаталієв, Теймур Бекірзаде
- Режисер-постановник: Теймур Бекірзаде
- Оператор-постановник: Аріф Наріманбеков
- Художник-постановник: Фірангіз Гурбанова
- Композитор: Акшин Алізаде
- Звукооператор: Акіф Нурієв
- Редактор: Інтігам Гасимзаде
- Директори сюжету: Акіф Мусаєв, Юсіф Юсіфзаде

### Перше кохання дитинства
- Автор сценарію: Ельчин Ефендієв
- Режисер-постановник: Фікрет Алієв
- Оператор-постановник: Валерій Керімов
- Художник-постановник: Елбек Рзакулієв
- Композитор: Емін Сабітоглу
- Звукооператор: Камал Сеїдов
- Автор тексту пісні: Фікрет Годжа
- Редактор: Адхам Гулубеков
- Директор сюжету: Юсіф Юсіфзаде

### Казка про казку
- Автор сценарію: Рустам Ібрагімбеков
- Режисер-постановник: Гюльбеніз Азімзаде
- Помічник режисера: Юсіф Алізаде
- Оператор-постановник: Валерій Керімов
- Художник-постановник: Фірангіз Гурбанова
- Композитор: Фікрет Аміров
- Звукооператор: Алекпер Гасанзаде
- Редактор: Інтігам Гасимзаде
- Директор фільму: Каміль Гаджиєв